# Grêmio Recreativo e Esportivo
O Grêmio Recreativo e Esportivo (acrónimo: GRE) é um clube futebolístico brasileiro sediado em Espigão d'Oeste, no estado do Rondônia. Atualmente está licenciado das competições profissionais.
Fundado no dia 1° de maio de 1984, seus maiores feitos foram o vice-campeonato estadual em 1992, após perder para o Ji-Paraná na final pelo placar de 7–1 no agregado, e da segunda divisão estadual em 2005, ficando atrás apenas do Ulbra Ji-Paraná na classificação final.